# Federation Tower
O Federation Tower (em russo: Башня Федерация/Bashnya Federatsiya) é um complexo de arranha-céus em construção em Moscou, Rússia e foi desenhado para ser o mais alto edifício da Europa. O complexo do Federation Tower é dividido em 3 torres:
- Torre Vostok (A), 95 andares e 374 metros de altura até ao teto.
- Torre Zapad (B), desenhada para ter 63 andares e 242 metros de altura.

A construção das torres começou em 2004 e a conclusão está programada para 2015, conforme a situação económica. O complexo, que custou cerca de 1,2 bilhão de dólares, foi desenhado pela firma alemã NPS Tchoban Voss, e está sendo desenvolvido por Mirax Construction, pertencente ao Mirax Group. A companhia que está construindo a East Tower é a China State Construction Engineering Corporation, enquanto a West Tower fica a cargo da turca Ant Yapi. As pontes entre as duas torres abrigarão restaurantes e cafés.